# Гавдозеро
Гавдозеро (от вепс. haud «яма») — пресноводное озеро на территории Алмозерского сельского поселения Вытегорского района Вологодской области.

## Физико-географическая характеристика
Площадь озера — 0,6 км². Располагается на высоте 161,7 метров над уровнем моря.
Форма озера продолговатая: оно более чем на один километр вытянуто с юго-запада на северо-восток. Берега каменисто-песчаные, часто заболоченные.
Из северо-восточной оконечности озера вытекает Гавдручей, впадающий в Магручей, который, в свою очередь, впадает с левого берега в реку Тагажму, являющуюся притоком реки Вытегры, впадающей в Онежское озеро.
С севера в озеро впадает протока без названия, вытекающая из Тагажмозера.
Ближе к юго-восточному берегу Гавдозера расположен один небольшой остров без названия.
Населённые пункты и автодороги вблизи водоёма отсутствуют.
Код объекта в государственном водном реестре — 01040100511102000019945.